# 안드레이 마르코프
안드레이 안드레예비치 마르코프(러시아어: Андре́й Андре́евич Ма́рков, 1856년 6월 14일 - 1922년 7월 20일)는 러시아의 수학자이다. 랴잔에서 태어났다. 1874년 상트페테르부르크 대학교에 입학하여 파프누티 체비쇼프 밑에서 공부하였다.
마르코프(Markov)는 소비에트 연방과의 학교정책에 대한 의견차이로 어려움을 겪어야 했었다.

## 같이 보기
- 마르코프 연쇄
- 마르코프 행렬
- 마르코프 확률 과정